# نادي لارنكا
نادي لارنكا هو نادي كرة قدم في قبرص تأسس في 1930.